# The Land of Long Shadows
The Land of Long Shadows er en amerikansk stumfilm fra 1917 af W.S. Van Dyke.

## Medvirkende
- Jack Gardner som Joe Mauchin
- Ruth King som Jeanne Verette
- C.J. Lionel som Roul Verette
- Carl Stockdale som McKenzie